# Клоков, Дмитрий Вячеславович
Дми́трий Вячесла́вович Кло́ков (род. 18 февраля 1983 года в Балашихе, Московская область, СССР) — российский тяжелоатлет, выступавший в весовых категориях до 105 кг и свыше 105 кг, член национальной сборной России с 2001 года.
Серебряный призёр Олимпийских игр 2008 года в Пекине.
Чемпион мира (2005), серебряный призёр чемпионатов мира (2010, 2011), двукратный бронзовый призёр чемпионатов мира (2006, 2007).
Чемпион Европы (2010).
Трёхкратный чемпион России (2005, 2006, 2011), серебряный призёр чемпионата России (2007), двукратный бронзовый призёр чемпионата России (2008, 2013).
Серебряный призёр чемпионата России в весовой категории свыше 105 кг (2004), бронзовый призёр Кубка России в весовой категории свыше 105 кг (2004), серебряный призёр Кубка России в весовой категории свыше 105 кг (2005).
Чемпион мира, Европы и России среди юниоров.
31 мая 2015 года официально объявил о завершении своей спортивной карьеры штангиста.

## Результаты выступлений
| Год  | Соревнование     | Место проведения | Весовая категория | Рывок    | Толчок   | Сумма двоеборья | Место |
| 2004 | Кубок России     | Новгород         | до 105 кг         | 187.5 кг | 225.0 кг | 412.5 кг        | 3     |
| 2004 | Чемпионат России | Уфа              | свыше 105 кг      | 200 кг   | 225 кг   | 425.0 кг        | 2     |
| 2005 | Кубок России     | Невинномысск     | свыше 105 кг      | 202,5 кг | 240.0 кг | 442.5 кг        | 2     |
| 2005 | Чемпионат России | Курск            | до 105 кг         | 191.0 кг | 235.0 кг | 426.0 кг        | 1     |
| 2005 | Чемпионат мира   | Доха             | до 105 кг         | 192.0 кг | 227.0 кг | 419.0 кг        | 1     |
| 2006 | Чемпионат России | Невинномысск     | до 105 кг         | 193.0 кг | 232.0 кг | 425.0 кг        | 1     |
| 2006 | Чемпионат мира   | Санто-Доминго    | до 105 кг         | 188.0 кг | 218.0 кг | 406.0 кг        | 3     |
| 2007 | Чемпионат России | Сыктывкар        | до 105 кг         | 194.0 кг | 227.0 кг | 421.0 кг        | 2     |
| 2007 | Чемпионат мира   | Чианг-Май        | до 105 кг         | 190.0 кг | 221.0 кг | 411.0 кг        | 3     |
| 2008 | Чемпионат России | Саранск          | до 105 кг         | 195.0 кг | 235.0 кг | 430.0 кг        | 3     |
| 2008 | Олимпийские игры | Пекин            | до 105 кг         | 193.0 кг | 230.0 кг | 423.0 кг        | 2     |
| 2010 | Чемпионат Европы | Минск            | до 105 кг         | 185.0 кг | 224.0 кг | 409.0 кг        | 1     |
| 2010 | Чемпионат мира   | Анталья          | до 105 кг         | 192.0 кг | 223.0 кг | 415.0 кг        | 2     |
| 2011 | Чемпионат России | Пенза            | до 105 кг         | 195.0 кг | 232.0 кг | 427.0 кг        | 1     |
| 2011 | Чемпионат мира   | Париж            | до 105 кг         | 196.0 кг | 232.0 кг | 428.0 кг        | 2     |
| 2013 | Чемпионат России | Казань           | до 105 кг         | 186.0 кг | 215.0 кг | 401.0 кг        | 3     |

## Награды и звания
- Заслуженный мастер спорта России
- Медаль ордена «За заслуги перед Отечеством» II степени — за большой вклад в развитие физической культуры и спорта, высокие спортивные достижения на Играх XXIX Олимпиады 2008 года в Пекине[2]

## Семья
- Отец — Клоков Вячеслав Иванович, советский тяжелоатлет, заслуженный мастер спорта СССР, чемпион мира и Европы 1983 года (в весе до 110 кг), двукратный серебряный призёр чемпионатов мира и Европы (1981, 1982). Был президентом федерации тяжелой атлетики России с 1997 г. по 2000 г.
- Жена — Клокова Елена Григорьевна
- Дочь — Клокова Анастасия Дмитриевна
- Сестра — Клокова Анна Вячеславовна

## Лучшие результаты

### В подсобных упражнениях
- тяга толчковая 335 кг
- тяга рывковая 310 кг
- приседание со штангой на плечах 325 кг
- приседание со штангой на груди 285 кг
- взятие штанги на грудь 245 кг
- толчок со стоек 262 кг
- швунг жимовой 226 кг
- жим штанги стоя 180 кг
- жим штанги лежа 230 кг х 1, 200 кг х 5
- трастер 196Х1 раз